# The Unknown Purple
The Unknown Purple er en amerikansk stumfilm fra 1923 af Roland West.

## Medvirkende
- Henry B. Walthall som Peter Marchmont
- Alice Lake som Jewel Marchmont
- Stuart Holmes som James Dawson
- Helen Ferguson som Ruth Marsh
- Frankie Lee som Bobbie
- Dorothy Phillips som Mrs. Freddie Goodlittle
- Ethel Grey Terry som Leslie Bradbury
- James Morrison som Leslie Bradbury